# ニューヨーク物語
『ニューヨーク物語』（ニューヨークものがたり、原題: Turnstiles）は、ビリー・ジョエルが1976年に発表したアルバム。通算4作目。

## 解説
ビリーは本作の制作に当たって、デビュー当時の活動拠点だったロサンゼルスを離れ、故郷のニューヨークに戻った。そのことが「さよならハリウッド」や「ニューヨークの想い」の歌詞に反映されている。また、「夏、ハイランドフォールズにて」「マイアミ2017」もニューヨークを題材とした曲（後者は、近未来にニューヨークが破壊され、マイアミに移住して、かつてのニューヨークのことを伝えていくという設定の歌詞）。
制作開始当初は、シカゴのプロデューサーとして知られるジェイムズ・ウィリアム・ガルシオをプロデューサーに起用し、コロラド州の「カリブー・ランチ」スタジオ（ジェイムズ・ウィリアム・ガルシオが所有するスタジオ）で、エルトン・ジョン・バンドのナイジェル・オルソン（ドラムス）、ディー・マレイ（ベース）らが参加してレコーディングが行われたが、ビリー本人が作品の出来に満足できなかったため、ニューヨークに戻り、ビリーのセルフ・プロデュースで改めてレコーディングが行われたものである。本作に参加したミュージシャンの何人かは、以後ビリーのレギュラー・バンド（ビリー・ジョエル・バンド）のメンバーとして活動を共にすることとなる。
テクニカルなピアノのイントロから始まる「プレリュード/怒れる若者」は、ビリーがライヴで好んで演奏する曲の一つで、1987年の旧ソ連公演や2006年のツアー等でオープニングを飾った。
発売当時は、セールス面で大きな成果を挙げられず、チャート順位は前2作を大きく下回ったが、後のallmusic.comのレビューでは、「1970年代後半における『ストレンジャー』『ニューヨーク52番街』の成功への道を切り開いた、ビリーの最高傑作の一つ」と、評価が見直されている。1981年には、「さよならハリウッド」のライヴ・ヴァージョン（ライヴ・アルバム『ソングズ・イン・ジ・アティック』収録）がシングルとして発売され、全米17位に達した。

## 収録曲
全曲ビリー・ジョエル作。
1. さよならハリウッド - "Say Goodbye to Hollywood" - 4:36
2. 夏、ハイランドフォールズにて - "Summer, Highland Falls" - 3:19
3. 踊りたい - "All You Wanna Do Is Dance" - 3:44
4. ニューヨークの想い - "New York State of Mind" - 6:03
5. ジェイムズ - "James" - 3:56
6. プレリュード/怒れる若者 - "Prelude/Angry Young Man" - 5:16
7. 楽しかった日々 - "I've Loved These Days" - 4:35
8. マイアミ2017 - "Miami 2017 (Seen the Lights Go Out on Broadway)" - 5:15

## カヴァー
- 「さよならハリウッド」は、ベット・ミドラーがアルバム『ブロークン・ブラッサム』（1977年）で取り上げ、ロニー・スペクター&Eストリート・バンドがやはり1977年にシングル発売している。また、桑田佳祐が「嘉門雄三」名義の『嘉門雄三 & VICTOR WHEELS LIVE!』(1982年)で取り上げている。
- 「ニューヨークの想い」は、バーブラ・ストライサンド『ストライサンド・スーパーマン』（1977年）、秋吉敏子『ニューヨーク・スケッチ・ブック』（2004年）、JUJU『Open Your Heart〜素顔のままで〜』（2007年）等で取り上げられた他、メル・トーメやカーメン・マクレエがライヴでしばしば歌い、ライヴ録音も残されている。日本のアーティストによるビリー・ジョエルのトリビュート・アルバム『WANNA BE THE PIANO MAN』（2006年）では綾戸智絵が歌った。
- 「マイアミ2017」は、リチャード・マークス『ナウ・アンド・フォエヴァー（原題:Paid Vacation）』（1994年）の日本盤及びヨーロッパ盤ボーナス・トラックとして、カヴァーが収録された。

## 参加ミュージシャン
- ビリー・ジョエル - ボーカル、ピアノ、キーボード
- ダグ・ステッグマイヤー - ベース
- リバティ・デヴィート - ドラムス
- ハウィー・エマーソン - ギター
- ラッセル・ジェイヴァース - ギター
- ジェイムズ・スミス - アコースティック・ギター
- ケン・アッシャー - オーケストラ・アレンジ

下記ミュージシャンはオーヴァーダビングで参加
- ミンゴ・ルイス - パーカッション
- リッチー・カナータ - サックス